# Criminels 2.0
Criminels 2.0 est une émission française sous forme de documentaire présenté par Philippe Bas, diffusée chaque mardi soir à 22 h 50 depuis le 23 juin 2015 sur 13e rue

## Synopsis
Le parcours de cinq hommes aux talents exceptionnels mais aux égos surdimensionnés, qui ont tous, un jour, basculé dans l’illégalité.

## Fiche technique
- Créateurs : Nicolas Valode et Yoan Zerbit
- Producteur : Nicolas Valode
- Production artistique : Pauline Cathala
- Direction artistique : Yoan Zebrit
- Rédacteur en chef : Sophie Przychodony
- Directeur délégué : Vincent Attelé
- Directrice de production : Emilie Demanche
- Chargée de production : Amandine Bonnin
- Assistante de production : Marine Melec
- Montage : Laurent Godefroy et Romain Marcé
- Musique : Damien Fleau - L'Affrontement
- Société de production : Let's Pix
- Société de distribution : Pallas Télévision et Link production

## Liste des épisodes

### Saison 1
| N° | Titre                                         | Date de diffusion | Réalisateur           | Résumé |
| -- | --------------------------------------------- | ----------------- | --------------------- | ------ |
| 1  | Jordan Belfort, le loup de Wall Street        | 23 juin 2015      | Adeline Dessons       |        |
| 2  | Kim Dotcom, le méga pirate                    | 30 juin 2015      | Laurent David Samama  |        |
| 3  | Rudy Kurniawan, l'escroc aux grands crus      | 7 juillet 2015    | Elsa Lheritier        |        |
| 4  | Margaret McDonald, la businesswoman du sexe   | 14 juillet 2015   | Christophe Lancelotti |        |
| 5  | Arjan Roskam (en), le roi du cannabis         | 21 juillet 2015   | Chloé Laffeter        |        |
| 6  | Wolfgang Beltracchi, le prince des faussaires | 28 juillet 2015   | Adeline Dessons       |        |

### Saison 2
| N° | Titre                                               | Date de diffusion | Réalisateur     | Résumé |
| -- | --------------------------------------------------- | ----------------- | --------------- | --- |
| 1  | Ross Ulbricht, le prince du Darknet                 | 4 juillet 2017    | Julie Peyrard   | Élève modèle et boy-scout pendant dix ans, rien ne prédestinait Ross Ulbricht à devenir l’un des plus grands cybercriminels des États-Unis. Promis à un grand avenir de scientifique, il abandonne son doctorat pour se consacrer à son autre passion, la politique américaine. Au cours de ses recherches, il s’intéresse au libertarisme, une pensée politique qui développe l’idée selon laquelle le gouvernement entrave les libertés individuelles. Personnage paradoxal, Ross Ulbricht est un militant idéaliste à la recherche d’une réussite financière. En 2011, il lance une plateforme qui permet de commercialiser de manière anonyme tout type de drogues, Silk Road. En l’espace de trois ans, le site génère 86 millions de dollars et devient un enjeu national pour les autorités américaines. Une chasse à l’homme s’organise autour de Ross Ulbritch jusqu’à son arrestation en 2013 et sa condamnation à la réclusion à perpétuité en 2015. |
| 2  | Clark Rockefeller, le maître de l'imposture         | 11 juillet 2017   | Elsa Lhéritier  | Originaire de Bergen en Allemagne, le jeune Christian est fasciné par la culture américaine et rêve de faire carrière au cinéma. Mais c’est au cours de sa propre vie qu’il va endosser plusieurs rôles : tour à tour héritier d’une fortune britannique, producteur de cinéma, jusqu’à être en place à Wall Street. Très observateur, il se construit des personnages en examinant son environnement, en imitant les attitudes du groupe social qu’il souhaite atteindre. Fin psychologue, il se rapproche également de femmes seules et fortunées qui finissent par l’entretenir. Pour préserver son train de vie, Christian est prêt à aller jusqu’au meurtre. Son parcours est ponctué d’étapes, où il s’invente une nouvelle personnalité dans quatre états différents des États-Unis jusqu’à créer celle qui le rendra célèbre : Clark Rockefeller. |
| 3  | Hunter Moore, le roi du revenge porn                | 18 juillet 2017   | Aurélie Marques | En 2010, un jeune homme de 24 ans créé le premier site de "revenge porn", pratique qui consiste à publier, pour se venger, des photos dénudées de ses conquêtes ou ex petit(e)s ami(e)s sur internet. Véritable phénomène, le site est visité par plus de 30 millions de personnes chaque mois. Il rapporte alors 15 000 dollars à son créateur.Adulé autant que décrié, Hunter Moore surfe alors impunément sur le flou juridique encadrant ces publications. Mais le FBI ne tarde pas à découvrir, qu’il pirate des comptes pour se procurer des photos de victimes… En décembre 2015, Hunter Moore a été condamné à 2 ans et demi de prison et 500 000 euros d’amendes. |
| 4  | Allen Stanford, le milliardaire pirate des Caraïbes | 25 juillet 2017   | Caroline Amiard | Au milieu des années 2000, ce texan est un des plus importants banquiers de la planète. A la tête d’une fortune personnelle de 2,2 milliards de dollars, l’homme d’affaires a même réussi à se faire un petit empire dans une île corrompue des caraïbes nommée Antigua et Barbuda. Dans ce paradis fiscal, il sert d’intermédiaire à des investisseurs du monde entier leur promettant de formidable taux d’intérêt.Mais en 2008, la crise éclate. Et lève le voile sur ce qui se révélera être la deuxième plus grosse fraude de l’histoire et lui vaudra le surnom de petit Madoff (en référence à Bernard Madoff) : Allen Standford était un escroc vivant de l’argent des autres depuis plus de 20 ans… En 2012, il a été condamné à 110 ans de prison. |
| 5  | Mark Karpelès, le baron du bitcoin                  | 1er août 2017     | Elsa Lhéritier  | Le 1er août 2015, à Tokyo, l’arrestation d’un français, originaire de Dijon, fait grand bruit dans les médias. Ce génie du codage informatique d’une trentaine d’année, caricature du geek fan de mangas, est à la tête d’une plateforme d’échange en Bitcoin (MtGox), cette monnaie virtuelle qui permet des achats anonymes sur internet.Mais en février 2014, alors qu’elle traite entre 5 et 8 millions de dollars par jour, celle-ci s’effondre. Et 800 000 bitcoins disparaissent soit 500 millions de dollars. Le surdoué est alors accusé d’avoir manipulé les données de son propre site pour créer artificiellement 1 million d’euros en bitcoins et d’avoir détourné des fonds, empochant au passage 2,3 millions d’euros. Son procès n’a pas encore eu lieu. |

### Émissions similaires
- Accusé à tort sur M6
- Affaires criminelles sur NT1, puis sur Toute l'Histoire, puis sur Crime District
- Chroniques criminelles sur NT1
- Coupable, Non Coupable sur M6
- Enquêtes criminelles : le magazine des faits divers sur W9
- Faites entrer l'accusé sur France 2
- Faits divers, le mag sur France 3
- Non élucidé sur France 2, puis sur RMC Découverte et Numéro 23
- Présumé Innocent sur D8
- Secrets d'actualité sur M6
- Crimes sur NRJ 12